# Perșotravneve, Ivanivka
Perșotravneve (în ucraineană Першотравневе) este o comună în raionul Ivanivka, regiunea Herson, Ucraina, formată numai din satul de reședință.

## Demografie
Componența lingvistică a comunei Perșotravneve
     Ucraineană (94,27%)
     Rusă (3,14%)
     Alte limbi (0,28%)
Conform recensământului din 2001, majoritatea populației comunei Perșotravneve era vorbitoare de ucraineană (94,27%), existând în minoritate și vorbitori de rusă (3,14%).